# Tomasz Tłuczyński
Tomasz Tłuczyński, poljski rokometaš, * 19. april 1979, Kielce.
Leta 2008 je na poletnih olimpijskih igrah v Pekingu v sestavi poljske reprezentance osvojil 5. mesto.